# Eveline Ketterings
Eveline B. Ketterings  (Rotterdam, 1965) is een Nederlands performer, cineast en beeldend kunstenaar, bekend geworden met haar theaterproducties en korte films van haar productiebedrijf Sheep Entertainment.

## Levensloop
Ketterings is geboren en getogen in Rotterdam, waar ze enige opleiding volgde in de kunst en theater.  
Ketterings begon in de jaren negentig met het productiebedrijf Sheep Entertainment. Enige jaren produceerde en speelde ze in diverse theatervoorstellingen in het oude LantarenVenster theater in de Gouvernestraat. Daarnaast maakte ze als filmmaker een serie korte films. Tussen 1998 en 2016 zijn een zevental van deze films vertoond op het International Film Festival Rotterdam.
In 2001 gaf Ketterings in Rotterdam-West in haar eigen huis wekelijks voorstellingen, die voorbijgangers konden volgen. In die tijd raakte ze ook in opspraak, omdat ze in een slooppand woonde en een paard hield daar midden in de stad. Met hetzelfde paard heeft ze ook nog enige tijd aan de Opperduit in Lekkerkerk gewoond in een oud bankkantoor. Later runde ze samen met Marcel van der Zwet de instrumentenwinkel het Ukelele Paradijs in Rotterdam-Noord, en toeren ze samen door den landen.
In 2006 was de Ketterings als enige Nederlander met de film Als we groot zijn genomineerd voor de Prix UIP voor korte fictiefilms op het Filmfestival Rotterdam 2006.

## Werk

### Theaterproducties, een selectie
- 1991. Solo in Sola, Zaal de Unie, Rotterdam[8]
- 1994. Eva, theater Lantaren/Venster Rotterdam.
- 1996. Moordstuk, theater Lantaren/Venster Rotterdam, in samenwerking met Eugène Büskens.[9]
- 1996. Door het Noodlot getroffen, theater Lantaren/Venster Rotterdam.[10]
- 1997. Het communisme (De erfenis), theater Lantaren/Venster Rotterdam.[11]
- 1998. Het Fascisme & Het Calvinisme, theater Lantaren/Venster Rotterdam.[12]

### Filmografie
| Film, series en reclames | Film, series en reclames          | Film, series en reclames | Film, series en reclames |
| Jaar                     | Productie                         | Rol                      | Opmerkingen              |
| ------------------------ | --------------------------------- | ------------------------ | ------------------------ |
| 1998                     | Dido's Farewell                   | regisseur                |                          |
| 2001                     | Monologue intérieur               | regisseur                |                          |
| 2003                     | t Brandende bruidje               | regisseur                |                          |
| 2004                     | A Hole in the Ground              | regisseur                |                          |
| 2005                     | De vergeten mens                  | regisseur                |                          |
| 2006                     | Als we groot zijn/When We Are Big | regisseur                |                          |
| 2012                     | Tamino                            | regisseur                |                          |